# Heliopolis Open
Le Heliopolis Open est un tournoi de squash qui se tient au Caire. Il fait partie du PSA World Tour et du WSA World Tour. Le premier tournoi se déroule en 1994 et s'interrompt définitivement en 2010.

## Palmarès

### Hommes
| Année | Champion           | Finaliste          | Score                        |
| ----- | ------------------ | ------------------ | ---------------------------- |
| 2010  | Grégory Gaultier   | Omar Mosaad        | 8-11, 11-2, 11-6, 11-5       |
| 2009  | Pas de compétition | Pas de compétition | Pas de compétition           |
| 2008  | Pas de compétition | Pas de compétition | Pas de compétition           |
| 2007  | Wael El Hindi      | Karim Darwish      | 5-11, 11-7, 7-11, 11-5, 11-8 |
| 2006  | Wael El Hindi      | Laurens Jan Anjema | 13-11, 11-4, 11-9            |
| 2005  | Amr Shabana        | Karim Darwish      | 12-10, 2-0 rtd               |
| 2004  | Pas de compétition | Pas de compétition | Pas de compétition           |
| ...   | Pas de compétition | Pas de compétition | Pas de compétition           |
| 2001  | Pas de compétition | Pas de compétition | Pas de compétition           |
| 2000  | Omar El Borolossy  | Stewart Boswell    | 15-11, 8-15, 15-5, 15-13     |
| 1999  | Ahmed Barada       | Peter Nicol        | 15-6, 15-8, 15-5             |
| 1998  | Peter Nicol        | Jonathon Power     | 15-12, 12-15, 15-5, 15-9     |
| 1997  | Ahmed Barada       | Jansher Khan       | 12-15, 15-7, 15-12, 15-8     |
| 1996  | Jansher Khan       | Del Harris         | 15-10, 15-11, 15-13          |
| 1995  | Craig Rowland      | Paul Gregory       | 9-3, 5-9, 1-9, 9-4, 9-6      |
| 1994  | Amir Wagih         | Omar El Borolossy  | 9-5, 4-9, 9-0, 9-1           |

### Femmes
| Année | Championne         | Finaliste          | Score                   |
| ----- | ------------------ | ------------------ | ----------------------- |
| 2010  | Nour El Sherbini   | Rachael Grinham    | 6-11, 9-11, 5-6 rtd,    |
| 2009  | Raneem El Weleily  | Engy Kheirallah    | 7-11, 12-10, 11-6, 11-5 |
| 2008  | Pas de compétition | Pas de compétition | Pas de compétition      |
| ...   | Pas de compétition | Pas de compétition | Pas de compétition      |
| 2004  | Pas de compétition | Pas de compétition | Pas de compétition      |
| 2003  | Carol Owens        | Rachael Grinham    | 9-5, 9-5, 9-4           |
| 2002  | Carol Owens        | Natalie Grainger   | 9-2, 9-1, 4-9, 9-5      |
| 2001  | Sarah Fitz-Gerald  | Cassie Campion     | 9-3, 9-1, 9-1           |
| 2000  | Leilani Joyce      | Carol Owens        | 9-6, 7-9, 9-3, 9-2      |
| 1999  | Michelle Martin    | Leilani Joyce      | 9-6, 7-9, 9-3, 9-2      |
| 1998  | Michelle Martin    | Sarah Fitz-Gerald  | 9-1, 7-9, 9-5, 9-3      |
| 1997  | Michelle Martin    | Carol Owens        | 1-9, 9-0, 9-5, 3-9, 9-7 |
| 1996  | Sue Wright         | Cassie Jackman     | 9-6, 4-9, 9-6, 10-9     |
| 1995  | Michelle Martin    | Liz Irving         | 6-9, 9-5, 9-7, 9-1      |